# 八戸沢里テレビ中継局
八戸沢里テレビ中継局（はちのへさわさとテレビちゅうけいきょく）は、青森県八戸市に置かれていたアナログテレビ中継局である。

## 中継局概要

### アナログテレビ放送
| チャンネル 番号 | 放送局名     | 空中線電力 （映像/音声） | ERP （映像/音声） | 偏波面   | 放送対象地域 | 放送区域 内世帯数 | 運用開始日      |
| --------------- | ------------ | ------------------------ | ----------------- | -------- | ------------ | ----------------- | --------------- |
| 41              | RAB 青森放送 | 10W/2.5W                 | 87W/22W           | 水平偏波 | 青森県       | -                 | 1971年 12月24日 |
| 43              | NHK 青森総合 | 10W/2.5W                 | 87W/22W           | 水平偏波 | 青森県       | -                 | 1971年 12月23日 |
| 45              | NHK 青森教育 | 10W/2.5W                 | 87W/22W           | 水平偏波 | 全国         | -                 | 1971年 12月23日 |

- 所在地： 八戸市中居林
- 2011年7月24日をもってすべて廃止された。青森テレビと青森朝日放送にはチャンネルが割り当てられていなかった。